# Diplomatic and Consular Premises Act
O Diplomatic and Consular Premises Act ("Lei das Instalações Diplomáticas e Consulares")   é uma lei aprovada pelo Parlamento do Reino Unido em 1987 que permite que o governo britânico determine quais locais são considerados como instalações diplomáticas ou consulares.
A lei foi resultado de uma revisão da lei sobre inviolabilidade das instalações diplomáticas, após a cerco da Embaixada da Líbia em Londres, em 1984, quando uma agente da polícia britânica foi morta a tiro, no decorrer de uma manifestação anti-Khadafi, em frente à embaixada. A Grã-Bretanha já fez uso dessa lei, em 1988, para expulsar os ocupantes da embaixada do Camboja.
Em agosto de 2012, o governo do Reino Unido ameaçou usar os  poderes conferidos pelo Diplomatic and Consular Premises Act para invadir a embaixada do equatoriana em Londres e prender Julian Assange, a quem o Equador concedera asilo político.
Porém, nos termos da Convenção de Viena sobre Relações Diplomáticas (1961), da qual o Reino Unido é signatário, as autoridades britânicas só poderiam entrar na embaixada do Equador com autorização do embaixador. O artigo 22 da Convenção estabelece que:
1. Os locais da Missão [diplomática] são invioláveis. Os Agentes do Estado acreditado não poderão neles penetrar sem o consentimento do Chefe da Missão.
2. O Estado acreditado tem a obrigação especial de adotar todas as medidas apropriadas para proteger os locais da Missão contra qualquer intrusão ou dano e evitar perturbações à tranqüilidade da Missão ou ofensas à sua dignidade.
3. Os locais da Missão, em mobiliário e demais bens neles situados, assim como os meios de transporte da Missão, não poderão ser objeto de busca, requisição, embargo ou medida de execução.